# Andreja Zidaric
Andreja Zidaric (* in Slowenien) ist eine in Wien lebende slowenische Sopranistin, die in den Genres Oper, Operette und Musical arbeitet.

## Leben
Zidaric studierte Gesang an der Musik- und Kunst Privatuniversität (ehemals Konservatorium Wien), bei Uta Schwabe und Michele Friedman und besuchte Meisterkurse bei Thomas Hampson und Jerry Coyle. Besonders prägend war eine zusätzliche Ausbildung bei Patricia Nessy. Sie ist Preisträgerin und Finalistin internationaler Wettbewerbe wie dem Nico Dostal-Wettbewerb, dem Heinrich Strecker-Gesangswettbewerb und der Lotte Lenya Competition in New York, sowie Trägerin des Sonderpreises der Salzburger Festspiele. 2014 nahm Ildikó Raimondi sie als Mentee an.
Bereits während des Studiums gastierte Zidaric beim Wiener Operettensommer und am Stadttheater Baden, wo sie u. a. als Stasi in „Die Csárdásfürstin“, als Amber Von Tussle im Musical "Hairspray" und als Stasi in „Die polnische Hochzeit“ zu erleben war. 2014 sang sie bei den Salzburger Festspielen die Rolle der Blonde in Die Entführung aus dem Serail und im Großen Festspielhaus die Erste Adelige Waise in „Der Rosenkavalier“. An der Staatsoperette Dresden sang sie bei „Im weißen Rößl“ die Ottilie und später die Gretel in „Hänsel und Gretel“. Beim JOPERA Festival erhielt sie als Rosina in „Il barbiere di Siviglia“ hervorragende Kritiken, was ihr u. a. den Weg an die Wiener Volksoper anlässlich der Wiederaufnahme von Rigoletto ebnete.
2019 sang sie eine CD mit Werken von Carl Michael Ziehrer ein. Außerdem wirkte sie als Mitglied der Künstlergruppe „Wien International“ bei einer CD mit, für die ihr der Wiener Schriftsteller Gerhard Blaboll und der italienische Komponist Kuno Trientbacher Lieder auf den Leib schrieben. 2021 spielte sie bei den Seefestspielen Mörbisch die Hauptrolle als Maria in „West Side Story“.
Aktuell ist sie am Gärtnerplatztheater München engagiert, wo sie u. a. als Königin der Nacht in „Die Zauberflöte“ zu erleben ist.